# پارانویا (فیلم ۱۹۶۷)
«پارانویا» (انگلیسی: Paranoia (1967 film)) یک فیلم است که در سال ۱۹۶۷ منتشر شد.